# Рюдіґер Райхе
Рюдіґер Райхе (нім. Rüdiger Reiche, 27 березня 1955) — німецький академічний веслувальник.
Олімпійський чемпіон 1976 року в складі парної четвірки.
Чемпіон світу 1974 (парні четвірки), 1982 (одиночки) років, срібний призер 1977 (парні двійки), 1978 (одиночки), 1981 (одиночки), 1983, 1985 років у складі парної четвірки, бронзовий призер 1979 року в одиночці.